# Acanthophila liui
Acanthophila liui is een vlinder uit de familie tastermotten (Gelechiidae). De wetenschappelijke naam van de soort is, als Dichomeris liui, voor het eerst geldig gepubliceerd in 1996 door Li & Zheng. De combinatie in Acanthophila werd in 2003 gemaakt door Alexander Georgievich Ponomarenko.